# Anreizkompatibilität
Unter Anreizkompatibilität versteht man in der Mechanismus-Design-Theorie die Eigenschaft eines Mechanismus, dass die beste Strategie jedes Teilnehmers darin besteht, den Regeln des Mechanismus zu folgen (das heißt in den meisten Anwendungen: die abgefragte private Information wahrheitsgemäß zu berichten), und zwar ungeachtet der Strategiewahl der anderen Teilnehmer. Beispiele für solche Mechanismen, die unter dem Gesichtspunkt der Anreizverträglichkeit betrachtet werden, sind etwa Auktionen, Anreizverträge und Wahlsysteme.
Die Eigenschaft geht konzeptionell auf Hurwicz (1972) zurück.

## Definition
Sei {\displaystyle (\mathbf {Q} ,\mathbf {M} )} ein direkter (Verkaufs)mechanismus, das heißt ein Mechanismus mit der Eigenschaft, dass die Menge der Handlungsmöglichkeiten jedes Teilnehmers gerade der Menge der Wertschätzungen entspricht. Dabei sind {\displaystyle \mathbf {Q} } und {\displaystyle \mathbf {M} } zwei Funktionen, {\displaystyle \mathbf {Q} :{\mathcal {X}}\rightarrow [0,1]^{n}} (mit {\displaystyle {\mathcal {I}}} der Käufermenge mit Kardinalität {\displaystyle n} und {\displaystyle {\mathcal {X}}_{i}} der Menge der möglichen Wertschätzungen von {\displaystyle i}) sowie {\displaystyle \mathbf {M} :{\mathcal {X}}\rightarrow \mathbb {R} ^{n}}. Für jede Realisierung {\displaystyle \mathbf {x} } eines Wertschätzungsprofils ist durch {\displaystyle Q_{i}(\mathbf {x} )} die Wahrscheinlichkeit gegeben, dass {\displaystyle i} das Objekt erhält; {\displaystyle M_{i}(\mathbf {x} )} gibt die erwarteten Kosten an, die für {\displaystyle i} anfallen. Es gelte {\displaystyle \sum _{i\in {\mathcal {I}}}Q_{i}(\mathbf {x} )\leq 1} für alle {\displaystyle \mathbf {x} \in {\mathcal {X}}}.
Definiere
{\displaystyle q_{i}(z_{i})\equiv \int _{{\mathcal {X}}_{-i}}Q_{i}(z_{i},\mathbf {x} _{-i})f_{-i}(\mathbf {x} _{-i})\mathrm {\mathbf {d} } \mathbf {x} _{-i}}
(mit {\displaystyle f_{-i}(\cdot )} der gemeinsamen Dichte der Wertschätzungen aller Bieter außer {\displaystyle i}) die Wahrscheinlichkeit, dass {\displaystyle i} das Objekt erhält, wenn er die Wertschätzung {\displaystyle z_{i}} berichtet und alle anderen ihre Wertschätzung wahrheitsgemäß berichten. Definiere man ferner
{\displaystyle m_{i}(z_{i})\equiv \int _{{\mathcal {X}}_{-i}}M_{i}(z_{i},\mathbf {x} _{-i})f_{-i}(\mathbf {x} _{-i})\mathrm {\mathbf {d} } \mathbf {x} _{-i}}
als die erwarteten Kosten von {\displaystyle i}, wenn er die Wertschätzung {\displaystyle z_{i}} berichtet und alle anderen Bieter ihre Wertschätzung wahrheitsgemäß angeben.
Definition: {\displaystyle (\mathbf {Q} ,\mathbf {M} )} ist anreizkompatibel, wenn gilt:
{\displaystyle q_{i}(x_{i})x_{i}-m_{i}(x_{i})\geq q_{i}(z_{i})x_{i}-m_{i}(z_{i})}
für alle {\displaystyle i\in {\mathcal {I}}}, {\displaystyle x_{i}} und {\displaystyle z_{i}}.

## Beispiele

### Auktionen
Eine Zweitpreisauktion mit privaten Wertschätzungen ist – sofern die individuellen Wertschätzungen nicht voneinander abhängen – ein Beispiel für einen anreizkompatiblen Mechanismus. In einer Zweitpreisauktion erhält der Höchstbietende den Zuschlag, muss am Ende jedoch nur das zweithöchste abgegebene Gebot zahlen. Man kann zeigen – wofür im Einzelnen auf den Artikel Zweitpreisauktion verwiesen wird –, dass es für einen Teilnehmer an einer solchen Auktion eine schwach dominanten Strategie ist, in Höhe seiner tatsächlichen Wertschätzung zu bieten, ungeachtet dessen, welche Gebote andere Bieter abgeben.

### Vertragstheorie: Prinzipal-Agent-Probleme
In Prinzipal-Agent-Konstellationen wird für die Identifizierung eines optimalen Anreizvertrages üblicherweise die Anreizverträglichkeit dieses Vertrages vorausgesetzt. Skizziert sei im Folgenden als Beispiel das vertragstheoretische „Grundmodell“ mit verborgener Information.
Man betrachte ein zweistufiges Szenario, in dem der Prinzipal (hier: ein Arbeitgeber) zunächst den gewünschten Arbeitseinsatz festlegt. Diesen bezeichne man mit {\displaystyle q^{*}\in \{0,1\}} und man nehme an, dass der Arbeitgeber den Arbeitnehmer zur Arbeit bewegen will, also {\displaystyle q^{*}=1}. Der tatsächliche Arbeitseinsatz {\displaystyle q} ist für den Prinzipal nicht beobachtbar; der Projektgewinn {\displaystyle \pi } sei allerdings verifizierbar und er sei entweder niedrig ({\displaystyle \pi ^{l}}) oder hoch ({\displaystyle \pi ^{h}}). Die Wahrscheinlichkeit, dass ein hoher Projektgewinn ({\displaystyle \pi ^{h}}) erzielt wird, beträgt {\displaystyle p_{0}}, falls der Agent nicht arbeitet, und {\displaystyle p_{1}}, falls er arbeitet. Es sei {\displaystyle p_{1}>p_{0}}. Die Kosten des Agenten aus dem Arbeitseinsatz bezeichne man mit {\displaystyle C(q)} (Arbeitsleid). Da der Arbeitseinsatz nicht verifizierbar ist, kann der Lohn {\displaystyle w(\cdot )} nur auf den Projektgewinn konditioniert werden (und nicht auf den Arbeitseinsatz), sodass der Prinzipal über die Wahl des Lohns den folgenden Ausdruck zu maximieren sucht:
{\displaystyle p_{1}\cdot \left[\pi ^{h}-w(\pi ^{h})\right]+(1-p_{1})\cdot \left[\pi ^{l}-w(\pi ^{l})\right]},
und zwar unter den folgenden Bedingungen: Zum einen muss sichergestellt sein, dass der Agent den Vertrag überhaupt annimmt, das heißt sein erwarteter Nutzen {\displaystyle p_{1}\cdot u\left(w(\pi ^{h})\right)+(1-p_{1})\cdot u(w(\pi ^{l}))-C(q=1)} muss mindestens so hoch sein wie der Nutzen seiner Outside-Option, also der Nutzen, den er erfährt, wenn er von vornherein gar nicht in den Vertrag einwilligt. Diese Bedingung bezeichnet man als Teilnahmebedingung. Sie stellt sicher, dass der Agent einen (schwachen) Anreiz hat, den Vertrag überhaupt einzugehen. Überdies muss die Anreizverträglichkeitsbedingung erfüllt sein. Sie lautet hier:
{\displaystyle p_{1}\cdot u\left(w(\pi ^{h})\right)+(1-p_{1})\cdot u\left(w(\pi ^{l})\right)-C(q=1)\geq p_{0}\cdot u\left(w(\pi ^{h})\right)+(1-p_{0})\cdot u\left(w(\pi ^{l})\right)-C(q=0)}.
Das heißt: Der erwartete Payoff des Agenten, wenn er arbeitet, muss mindestens dem erwarteten Payoff der Nichtarbeit entsprechen. Die Anreizverträglichkeitsbedingung stellt also sicher, dass der Agent einen (schwachen) Anreiz hat, zu arbeiten, mithin also das zu tun, was zu tun der Prinzipal von ihm möchte.

## Implikationen

### Erlösäquivalenz
Erlös-Äquivalenz-Theorem: Betrachte zwei anreizkompatible direkte (Verkaufs)mechanismen {\displaystyle (\mathbf {Q} ,\mathbf {M} )} und {\displaystyle (\mathbf {Q} ,\mathbf {M} ')}. Dann sind die erwarteten Kosten unter beiden Mechanismen bis auf einen konstanten Wert identisch und sie betragen
{\displaystyle m_{i}(x_{i})=m_{i}(0)+q_{i}(x_{i})x_{i}-\int _{0}^{x_{i}}q_{i}(t_{i})\mathrm {d} t_{i}}
Als Illustration mögen zwei Auktionsformate dienen, die die Voraussetzungen dieses Theorems erfüllen. Zum einen die Zweitpreisauktion mit {\displaystyle n} Bietern. Die Wertschätzung eines jeden Bieters {\displaystyle i\in {\mathcal {I}}} sei unabhängig und identisch (i.i.d.) gemäß einer monoton steigenden Verteilungsfunktion F verteilt. Zum anderen ein Auktionsformat mit gleichen Verteilungs- und Partizipationsvoraussetzungen, bei dem jeder Bieter ein Gebot abgibt und der Höchstbietende das Objekt erhält, wobei der Höchstbietende nichts bezahlt und alle anderen (unterlegenen) Bieter den von ihnen gebotenen Betrag verlieren. Man beachte, dass beiden Auktionsformaten ein und dieselbe (effiziente) Allokationsregel zugrunde liegt.

### Gewinnwahrscheinlichkeit
Theorem: Die folgenden Aussagen sind äquivalent:
1. {\displaystyle (\mathbf {Q} ,\mathbf {M} )} ist anreizkompatibel.
2. {\displaystyle q_{i}} ist (schwach) monoton steigend für alle {\displaystyle i\in {\mathcal {I}}}.

## Bayes-Nash-Anreizkompatibilität
Sei {\displaystyle (\mathbf {Q} ,\mathbf {M} )} ein direkter (Verkaufs)mechanismus im oben definierten Sinne. Man bezeichnet im Anschluss an d’Apremont und Gerard-Varet (1979) {\displaystyle (\mathbf {Q} ,\mathbf {M} )} als Bayes-Nash-anreizkompatibel, wenn ein bayessches Gleichgewicht existiert, in dem sämtliche Teilnehmer ihre Wertschätzungen wahrheitsgemäß berichten.